# Kleinregionen der Steiermark
Kleinregionen (KR) sind bzw. waren freiwillige Kooperationen von Gemeinden im Bundesland Steiermark in den Bereichen Daseinsvorsorge, Bürgerservice und kommunaler und regionaler Raumentwicklung. Es wurden 88 Kleinregionen gegründet, von denen aber 2014 nur 36 als tatsächlich eingerichtet (konstituiert) geschildert wurden.
Insgesamt gab es Bestrebungen, über 100 Kleinregionen zu gründen (s. #Liste der Kleinregionen in der Steiermark). Die Erfahrungen mit den Kleinregionen flossen in die Steiermärkische Gemeindestrukturreform ein. Diese bewirkte, dass mit Wirkung ab 1. Jänner 2015 viele Teilnehmergemeinden der früheren Kleinregionen zu größeren Gemeinden vereinigt wurden. Obwohl sich viele Gemeinden zu Kleinregionen zusammengeschlossen hatten, waren die erwünschten Effekte dieser Maßnahme weit hinter den Erwartungen zurückgeblieben.

## Grundlagen, Aufgaben und Ziele der Kleinregionen
Schon in den frühen 1970er Jahren wurde von der Steirischen Volkspartei ein Reformmodell der Strukturen der Regionalpolitik entwickelt (Modell Steiermark). Dieses wurde im Frühjahr 2007 als Modell:Zukunft:Steiermark wieder aufgegriffen („Schützenhofer-Modell“, nach dem LH-Stv. und Parteiobmann Hermann Schützenhöfer). Es wurde dann im Konzept Regionext von der Steiermärkischen Landesregierung festgelegt.
Gesetzliche Grundlage von Kleinregionen ist die Steiermärkische Gemeindeordnung 1967 (GemO), in der Fassung der Novelle 2008 und der Änderung 2014, mit der Vereinfachungen und Anpassungen an die Gemeindestrukturreform erfolgten.

„Gemeinden, die untereinander räumlich funktionell verbunden sind, können sich zur Abstimmung ihrer Entwicklung und zur Planung einer effizienten gemeinsamen Besorgung kommunaler Aufgaben zu Kleinregionen zusammenschließen.“

Eine Kleinregion muss seit 2015 mindestens aus zwei Gemeinden bestehen, die bisher genehmigten Kleinregionen bleiben bestehen, solange diese Bedingung erfüllt ist (§ 106c GemO). Bis Ende 2014 war Bedingung für die Konstitution einer Kleinregion eine Mindestzahl von vier teilnehmenden Gemeinden oder eine Gesamtzahl der Wohnbevölkerung von mindestens 3000 Personen (§ 38a Absatz 1 GemO). Entstanden sind einige der Regionen aus Kleinregionen im Sinne der Lokalen Agenda 21, dem UNO-Nachhaltigkeitprogramm, ab 1992, oder EU-Strukturförderungsmaßnahmen nach dem EU-Beitritt Österreichs 1995.
Die erste Kleinregion im Sinne der Gemeindeordnung wurde April 2009 mit der Kleinregion Straden in der Südoststeiermark gebildet.
Kleinregionen stellen eine Form des Gemeindeverbands dar (§ 38a Abs. 3 GemO). Organe sind die Kleinregionsversammlung, die aus allen Gemeinderatsmitgliedern der beteiligten Gemeinden besteht, der Kleinregionsvorstand, bestehend aus allen Bürgermeistern, und dem Verbandsobmann, der unter diesen gewählt wird (§ 38a Abs. 4 ff GemO).
Die Finanzierung der Kleinregionen erfolgt über den Europäischen Fonds für regionale Entwicklung (EFRE) sowie aus Mitteln des Landes Steiermark, Abt. A16 Landes und Gemeindeentwicklung.
Innerhalb der Verbände sollen Kleinregionale Entwicklungskonzepte (KEK) erstellt werden, die die Basis der Gemeindekooperationen und kleinregionalen Entwicklungsplanung bilden. Inhalte dieser KEK sind:
- eine Bestandsanalyse (Beschreibung der strukturellen Ausgangssituation der Kleinregion, Kooperationsprofil, Infrastrukturprofil, Finanzanalyse, Überblick über bereits bestehende Gemeindekooperationen)
- eine Stärken/Schwächen-Chancen/Risiken (SWOT-)Analyse
- die Festlegung einer gemeinsamen strategischen Ausrichtung und von Zielsetzungen
- die Festlegung gemeinsamer kommunaler Aufgaben

Das erste Entwicklungskonzept erstellte die Kleinregion Reitingblick in der Obersteimark im Juni 2011.

## Ergebnisse, Erfahrungen und Auswirkungen der Einführung von Kleinregionen
Vorteil der Kleinregionen war, dass sie den Gemeinden (neben der ohnedies bestehenden Möglichkeit der Gründen von Gesellschaften, z. B. GmbH, oder von Vereinen nach den einschlägigen Rechtsvorschriften) eine zusätzliche Möglichkeit zur Zusammenarbeit boten. Diese Möglichkeiten wurden aber nicht im erwarteten Umfang genützt – als Nachteil der Kleinregionen erwies sich nämlich, dass die daran teilnehmenden Gemeinden nach wie vor selbstständig blieben, so dass bei allen Änderungen nach wie vor die Gemeinderäte aller beteiligten Gemeinden zu befassen waren und deren Interessen Einfluss auf die geplanten Vorhaben nahmen bzw. diese verhindern konnten. Es wurde im Landtag beispielsweise berichtet, dass es auch nach einem zehnjährigen Versuch nicht gelungen war, ein Projekt auf die Füße zu stellen, weil es immer wieder einen anderen Bürgermeister, Amtsleiter usw. gegeben habe. Diese Situation wurde mit den Worten „… in Wirklichkeit führt das zu kleinen Erfolgen bis zu keinen Erfolgen.“
umschrieben.
Die Kleinregionen und die Erfahrungen, die damit gemacht wurden, bildeten eine wichtige Basis für die Gemeindezusammenlegungen im Rahmen der Gemeindestrukturreform der Steiermark 2010–2015.
In der Kleinregion Reitingblick fand per 1. Jänner 2013 auch die erste Gemeindefusion auf Basis des Regionext-Programms statt (Hafning und Gai mit Trofaiach).
In den Erläuterungen zur Regierungsvorlage zum Steiermärkischen Gemeindestrukturreformgesetz, die von der Steiermärkischen Landesregierung ausgearbeitet wurden, waren die Erfahrungen mit den Kleinregionen folgendermaßen zusammengefasst. Diese Erläuterungen gehörten zu den Unterlagen, welche Grundlage des Beschlusses über die Gemeindestrukturreform im Steiermärkischen Landtag waren:

„Der Landtag Steiermark hat sich in Debattenbeiträgen mehrmals mit der Frage beschäftigt, ob freiwillige Gemeindekooperationen bzw. Gemeindeverbände genauso geeignet sind, die mit einer Gemeindereform verfolgten Ziele zu erreichen. Das wäre aber nur dann der Fall, wenn mit den freiwilligen Gemeindekooperationen oder Gemeindeverbänden die dargestellten gleichen verwaltungsökonomischen und/oder wirtschaftlichen Vorteile erzielt werden können. Der Landtag hat geprüft, ob die Reformziele auch in einem oder in mehreren Gemeindeverbänden genauso gut erreicht werden können. Allgemein sprechen folgende Erwägungen gegen eine Verbandslösung:
- Erstens dürfen Gemeindevereinbarungen „im Falle der Besorgung von Angelegenheiten der Hoheitsverwaltung die Funktion der beteiligten Gemeinden als Selbstverwaltungskörper nicht gefährden“ (Art 116a Abs. 1 Z 1 B-VG). Damit verbietet das B-VG eine „zu verdichtete“ Gemeindekooperation, die Gemeinden müssen Selbstverwaltungskörper bleiben. Einer einem Gemeindezusammenschluss vergleichbaren Struktur sind schon damit Grenzen gesetzt.
- Zweitens kann die finanzielle Leistungskraft durch Gemeindekooperationen zwar gestärkt werden, nicht gesichert ist aber die Nachhaltigkeit dieser Stärkung. Insbesondere können die einem Gemeindeverband beigetretenen Gemeinden diesen wieder verlassen. Eine „Kündigung“ einer rechtswirksamen Gemeindevereinigung ist hingegen nicht möglich. Nur die Gemeindevereinigung ermöglicht deshalb eine nachhaltige und zuverlässige Stärkung der gemeindlichen Leistungskraft.
- Drittens können Gemeinden in verschiedenen Angelegenheiten mit jeweils anderen Körperschaften unterschiedliche Kooperationen bilden. Dadurch kann sich ein nach Angelegenheiten differenziertes, heterogenes „Kooperationsnetz“ entwickeln, was insbesondere die zentralörtliche Raumplanung erheblich erschweren kann. Auch unter dem Gesichtspunkt einer effektiven Gemeindeaufsicht kann sich ein unstrukturiert entwickeltes Kooperationsnetz nachteilig auswirken.
- Viertens wird durch eine Verbandslösung der generelle Arbeits- und Verwaltungsaufwand erhöht, da eine zusätzliche Verwaltungsebene über den Gemeinden geschaffen wird. Damit kann den Erwartungen in eine funktionierende, kostengünstige Verwaltung in vielen Bereichen nicht entsprochen werden.

In Anbetracht dessen ist davon auszugehen, dass die durch die B-VG-Novelle des Jahres 2011 geschaffene Möglichkeit der Bildung von Mehrzweckverbänden die umfassende Gemeindestrukturreform durch Gebietsänderungen nicht ersetzen kann, sondern nur ein ergänzendes Modell darstellt.“

In einer Stellungnahme im Verfahren vor dem Verfassungsgerichtshof gegen Gemeindezusammenlegungen im Rahmen der Gemeindestrukturreform wies die Stmk. Landesregierung auch auf eine rechtswissenschaftliche Untersuchung aus dem Jahr 2012 hin, die zu einem ähnlichen Ergebnis gekommen war.
Das fand in der Entscheidung des VfGH seinen Niederschlag mit dem Zitat:

„Eine rechtspolitische Gesamtbewertung gemeindeübergreifender Organisationsformen fällt somit zugunsten von Fusionen und Gebietsgemeinden aus, weil diese sich effizienter und finanziell günstiger ausgestalten lassen und – wie gesagt – eine Abmilderung des kommunalen Identitätsverlustes zulassen.“

### Änderungen
Seit 2015 kommt es im Rahmen der Gemeindestrukturreform dazu, dass manche Gemeinden in mehreren Kleinregionen aufscheinen, weil sie frühere Gemeinden aus mehreren Kleinregionen aufgenommen haben (z. B. Deutschlandsberg, Gnas). Weiters gibt es Kleinregionen, die seither nur mehr aus einer Gemeinde bestehen und daher nicht mehr den Regeln für Kleinregionen entsprechen (z. B. Stainz), auch hat sich das Gebiet einiger Kleinregionen durch die Gemeindezusammenlegungen (wenn nur ein Teil der neuen Gemeinde Mitglied der Kleinregion war) verändert (z. B. Schwarzautal). Es ist daher mit weiteren Veränderungen bzw. dem Ende mancher Kleinregionen in der bisherigen Form (die einen Teil der Verwaltungsorganisation des Landes Steiermark bilden, nicht nur regionale Tourismusverbände begründen sollte) zu rechnen.

## Liste der Kleinregionen in der Steiermark
- ± = Sortiermöglichkeit nach aktuellen bzw. aufgelösten Kleinregionen
- Nr. = Laufnummer der Kleinregion
- Region = Raumplanungsregion
- PB = politischer Bezirk heute (Kürzel: Kfz-Kennbuchstaben)
- Gründung = Datum der konstituierenden Sitzung

Aufgelöste Kleinregionen sind dunkelgrau hinterlegt, die in Zeilen abwechselnde hellgraue Unterlegung dient nur der besseren Lesbarkeit.
| ± | #   | Name                                              | Region                       | PB     | Gemeinden (ab 2015, amtlicher Name) | Gemeinden (bis 2014) | Gründung Auflösung |
| - | --- | ------------------------------------------------- | ---------------------------- | ------ | --- | --- | --- |
|   | 001 | Gesäuse Eisenwurzen                               | Liezen                       | LI     | Admont, Altenmarkt bei Sankt Gallen, Ardning, Landl, Sankt Gallen, Wildalpen                                                                  | Admont, Altenmarkt bei Sankt Gallen, Ardning, Gams bei Hieflau, Hall, Johnsbach, Landl, Palfau, Sankt Gallen, Weißenbach an der Enns, Weng im Gesäuse, Wildalpen | 6. Juli 2011 |
| – | 002 | Bezirk Mürzzuschlag                               | Oberstmk. Ost                | BM     | Kindberg, Krieglach, Langenwang, Mürzzuschlag, Neuberg an der Mürz, Sankt Barbara im Mürztal, Spital am Semmering, Stanz im Mürztal           | Allerheiligen im Mürztal, Altenberg an der Rax, Ganz, Kapellen, Kindberg, Krieglach, Langenwang, Mitterdorf im Mürztal, Mürzhofen, Mürzsteg, Mürzzuschlag, Neuberg an der Mürz, Spital am Semmering, Stanz im Mürztal, Veitsch, Wartberg im Mürztal (ehem. Bez. MZ komplett)              | 22. Sep. 2010 Aufgelöst mit 19. August 2017. |
| – | 003 | Bezirk Knittelfeld                                | Oberstmk. West               | MT     | Gaal, Knittelfeld, Kobenz, Lobmingtal, Sankt Marein-Feistritz, Sankt Margarethen bei Knittelfeld, Seckau, Spielberg                           | Apfelberg, Feistritz bei Knittelfeld, Flatschach, Gaal, Großlobming, Kleinlobming, Knittelfeld, Kobenz, Rachau, Sankt Lorenzen bei Knittelfeld, Sankt Marein bei Knittelfeld, Sankt Margarethen bei Knittelfeld, Seckau, Spielberg (ehem. Bez. KF komplett)                               | 12. Mai 2010 Aufgelöst mit 1. Juli 2017. |
| – | 004 | Pölstal                                           | Oberstmk. West               | MT     | Hohentauern, Pöls-Oberkurzheim, Pölstal, Pusterwald                                                                                           | Bretstein, Hohentauern, Oberkurzheim, Oberzeiring, Pöls, Pusterwald, Sankt Johann am Tauern, Sankt Oswald-Möderbrugg (alle ehem. JU) | 9. Nov. 2009 (vorher AGENDA 21 Kleinregion) Aufgelöst mit 7. Dezember 2019. |
| – | 005 | Gröbming                                          | Liezen                       | LI     | Gröbming, Michaelerberg-Pruggern, Mitterberg-Sankt Martin, Öblarn, Sölk                                                                       | Gröbming, Großsölk, Kleinsölk, Michaelerberg, Mitterberg, Niederöblarn, Öblarn, Pruggern, Sankt Martin am Grimming, Sankt Nikolai im Sölktal | Apr. 2012 (seit 2006 AGENDA 21 Kleinregion) Aufgelöst mit 17. Februar 2018. |
|   | 006 | Ausseerland–Salzkammergut                         | Liezen                       | LI     | Altaussee, Bad Aussee, Bad Mitterndorf, Grundlsee,                                                                                            | Altaussee, Bad Aussee, Bad Mitterndorf, Grundlsee, Pichl-Kainisch, Tauplitz | – (gegr. 2007) |
| – | 008 | Murau                                             | Oberstmk. West               | MU     | Murau, Sankt Georgen am Kreischberg, Stadl-Predlitz                                                                                           | Laßnitz bei Murau, Murau, Predlitz-Turrach, Sankt Georgen ob Murau, St. Ruprecht-Falkendorf, Stadl an der Mur, Stolzalpe, Triebendorf | 24. Sep. 2009 Aufgelöst mit 8. Oktober 2016. |
|   | 009 | Schladming                                        | Liezen                       | LI     | Aich, Haus, Ramsau am Dachstein, Schladming                                                                                                   | Aich, Gössenberg, Haus, Pichl-Preunegg, Ramsau am Dachstein, Rohrmoos-Untertal, Schladming | 12. März 2012 (seit April 2009 AGENDA 21 Kleinregion) |
|   | 010 | Mariazeller Land                                  | Oberstmk. Ost                | BM     | Mariazell | Gußwerk, Halltal, Mariazell, Sankt Sebastian (alle ehem. BM) | – (ab 2007,) auch AGENDA 21 Kleinregion; 2004 Regionalparlament (mit Mitterbach am Erlaufsee, Bez. LF, NÖ)                                                                     |
| – | 012 | Hochschwab Süd                                    | Oberstmk. Ost                | BM     | Aflenz, Thörl, Turnau | Aflenz Kurort, Aflenz Land, Etmißl, Sankt Ilgen, Thörl, Turnau (alle ehem. BM) | 2. Dez. 2009 Aufgelöst mit 15. Juli 2017. |
|   | 013 | Drei Täler                                        | Oberstmk. West               | MU     | Krakau, Ranten, St. Peter am Kammersberg, Schöder                                                                                             | Krakaudorf, Krakauhintermühlen, Krakauschatten, Ranten, Rinegg, St. Peter am Kammersberg, Schöder | – (gegr. 2008<) |
| – | 014 | Liesingtal                                        | Oberstmk. Ost                | LN     | Kalwang, Kammern im Liesingtal, Mautern in Steiermark, Wald am Schoberpaß                                                                     | Kalwang, Kammern im Liesingtal, Mautern in Steiermark, Wald am Schoberpaß | 27. Juni 2011 Aufgelöst mit 31. März 2018. Aufgelöst mit 9. Oktober 2021. |
| – | 016 | Zirbitzkogel–Grebenzen                            | Oberstmk. West               | MU     | Mühlen, Neumarkt in der Steiermark, Sankt Lambrecht                                                                                           | Dürnstein in der Steiermark, Kulm am Zirbitz, Mariahof, Mühlen, Neumarkt in Steiermark, Perchau am Sattel, Sankt Blasen, Sankt Lambrecht, Sankt Marein bei Neumarkt, Zeutschach | 15. Nov. 2010 (vorher auch AGENDA 21 Kleinregion Naturpark Grebenzen) Aufgelöst mit 1. Dezember 2018.                                                                          |
| – | 017 | Rund um den Erzberg                               | Oberstmk. Ost                | LN     | Eisenerz, Radmer, Vordernberg | Eisenerz, Hieflau, Radmer, Vordernberg | 30. Juni 2010 Aufgelöst mit 22. Februar 2020. |
|   | 018 | Oberland                                          | Steir. Zentralraum           | VO     | Edelschrott, Hirschegg-Pack, Sankt Martin am Wöllmißberg                                                                                      | Edelschrott, Gößnitz, Hirschegg, Modriach, Pack, Sankt Martin am Wöllmißberg | – |
| – | 019 | Bruck an der Mur                                  | Oberstmk. Ost                | BM     | Breitenau am Hochlantsch, Bruck an der Mur, Pernegg an der Mur                                                                                | Breitenau am Hochlantsch, Bruck an der Mur, Oberaich, Pernegg an der Mur (alle ehem. BM) | 17. Dez. 2010 Aufgelöst mit 30. Dezember 2017. |
| – | 020 | Naturpark Almenland                               | Oststmk., Steir. Zentralraum | WZ     | Fladnitz an der Teichalm, Gasen, Passail, Sankt Kathrein am Offenegg                                                                          | Tulwitz und Tyrnau (GU); Arzberg, Fladnitz an der Teichalm, Gasen, Hohenau an der Raab, Neudorf bei Passail, Passail, Sankt Kathrein am Offenegg (WZ) | 6. Juni 2011 (1995 als Leaderregion mit Breitenau a.H, Haslau b.B, Koglhof, Naintsch); Okt. 2005: AGENDA 21 Kleinregion; gegr. 19. Okt. 2007 Aufgelöst mit 21. September 2019. |
|   | 021 | Oberwölz–Lachtal                                  | Oberstmk. West               | MU     | Oberwölz | Oberwölz Stadt, Oberwölz Umgebung, Schönberg-Lachtal, Winklern bei Oberwölz | 7. Dez. 2009 (seit 2007 AGENDA 21 Kleinregion) |
|   | 022 | Sulmtal–Koralm                                    | Südweststmk.                 | DL     | Bad Schwanberg, Sankt Martin im Sulmtal, Sankt Peter im Sulmtal                                                                               | Garanas, Gressenberg, Hollenegg, Sankt Martin im Sulmtal, Sankt Peter im Sulmtal, Schwanberg, Sulmeck-Greith, Trahütten | 12. Jan. 2010 |
| – | 024 | Steirisches Wechselland                           | Oststmk.                     | HF     | Dechantskirchen, Friedberg, Pinggau, Sankt Lorenzen am Wechsel, Schäffern                                                                     | Dechantskirchen, Friedberg, Pinggau, Sankt Lorenzen am Wechsel, Schäffern (alle ehem. HB) | 7. Apr. 2011 Aufgelöst mit 20. April 2019. |
|   | 025 | Fischbacher Alpen                                 | Ost stmk.                    | WZ     | Fischbach, Ratten, Rettenegg, St. Kathrein am Hauenstein                                                                                      | Fischbach, Ratten, Rettenegg, St. Kathrein am Hauenstein | – (gegr. 19. Oktober 2007) |
| – | 027 | Übelbachtal                                       | Steir. Zentralraum           | GU     | Deutschfeistritz, Peggau, Übelbach | Deutschfeistritz, Großstübing, Peggau, Übelbach | 18. Mai 2010 (2005 als „Wirtschaftsverband Region Übelbachtal“) Aufgelöst mit 2. August 2014.                                                                                  |
|   | 028 | Steirisches Zirbenland                            | Oberstmk. West               | MT     | Obdach | Amering, Obdach, Sankt Anna am Lavantegg, Sankt Wolfgang-Kienberg (alle ehem. JU) | 5. Mai 2010 |
|   | 029 | GU-Nord                                           | Steir. Zentralraum           | GU     | Frohnleiten | Frohnleiten, Röthelstein, Schrems bei Frohnleiten | 14. Juni 2011 |
|   | 032 | Weißkirchen                                       | Oberstmk. West               | MT     | Weißkirchen in Steiermark | Eppenstein, Maria Buch-Feistritz, Reisstraße, Weißkirchen in Steiermark (alle ehem. JU) | 14. Okt. 2009 |
|   | 033 | Birkfeld                                          | Oststmk.                     | WZ     | Birkfeld, Miesenbach bei Birkfeld, Strallegg                                                                                                  | Birkfeld, Gschaid bei Birkfeld, Haslau bei Birkfeld, Koglhof, Miesenbach bei Birkfeld, Strallegg, Waisenegg | – (gegr. 19. Oktober 2007 als KR Raum Birkfeld) |
|   | 034 | Rebenland–Pössnitz–Saggautal                      | Südweststmk.                 | LB     | Arnfels, Leutschach an der Weinstraße, Oberhaag, Sankt Johann im Saggautal                                                                    | Arnfels, Eichberg-Trautenburg, Glanz an der Weinstraße, Leutschach, Oberhaag, Sankt Johann im Saggautal, Schloßberg | 18. Sep. 2009 (2007 als AGENDA 21 Kleinregion) |
| – | 035 | 3-G                                               | Oberstmk. West               | MT     | Sankt Georgen ob Judenburg, Sankt Peter ob Judenburg, Unzmarkt-Frauenburg                                                                     | Sankt Georgen ob Judenburg, Sankt Peter ob Judenburg, Unzmarkt-Frauenburg (alle ehem. JU) | 5. Nov. 2009 Aufgelöst mit 9. Oktober 2021. |
| – | 036 | Riegersburg                                       | Oststmk., Südoststmk.        | SO, WZ | Edelsbach bei Feldbach und Riegersburg (SO); Markt Hartmannsdorf (WZ)                                                                         | Auersbach, Breitenfeld an der Rittschein, Edelsbach bei Feldbach, Kornberg bei Riegersburg, Lödersdorf und Riegersburg (ehem. FB); Markt Hartmannsdorf (WZ) | 24. Nov. 2009 Aufgelöst mit 27. März 2020. |
| – | 037 | Eibiswald                                         | Südweststmk.                 | DL     | – | Aibl, Eibiswald, Großradl, Wernersdorf, Wielfresen | später KR „47° Nord“ (ohne Nr.) |
| – | –   | 47° Nord                                          | Südweststmk.                 | DL     | Eibiswald, Pölfing-Brunn, Wies | Aibl, Eibiswald, Großradl, Limberg bei Wies, Pitschgau, Pölfing-Brunn, Sankt Oswald ob Eibiswald, Soboth, Wernersdorf, Wielfresen, Wies | 23. Sep. 2011 (2010: KR 037 Eibiswald) Aufgelöst mit 30. Dezember 2017. |
| – | 038 | Aichfeld                                          | Oberstmk. West               | MT     | Fohnsdorf, Judenburg, Zeltweg | Fohnsdorf, Judenburg, Oberweg, Reifling, Zeltweg (alle ehem. JU) | 23. Juni 2009 Aufgelöst mit 4. Februar 2017. |
|   | 039 | Naturpark Pöllauer Tal                            | Oststmk.                     | HF     | Pöllau, Pöllauberg | Pöllau, Pöllauberg, Rabenwald, Saifen-Boden, Schönegg bei Pöllau, Sonnhofen (alle ehem. HB) | 7. Dez. 2010(vorher AGENDA 21 Kleinregion) |
| – | 040 | Mureck                                            | Südoststmk.                  | SO     | Deutsch Goritz, Mureck, Murfeld | Deutsch Goritz, Eichfeld, Gosdorf, Mureck, Murfeld, Ratschendorf, Weinburg am Saßbach (alle ehem. RA) | 1. Dez. 2009 Aufgelöst mit 20. Mai 2017. |
| – | 041 | Erholungsregion Joglland                          | Oststmk.                     | HF     | Sankt Jakob im Walde, Waldbach-Mönichwald, Wenigzell                                                                                          | Mönichwald, Sankt Jakob im Walde, Waldbach, Wenigzell (alle ehem. HB) | 8. Juni 2010 Aufgelöst mit 30. März 2019. |
|   | 042 | Stiefing (Stieflingtal)                           | Südweststmk.                 | LB, SO | Allerheiligen bei Wildon, Empersdorf, Heiligenkreuz am Waasen, Ragnitz, Sankt Georgen an der Stiefing (alle LB); Pirching am Traubenberg (SO) | Edelstauden und Pirching am Traubenberg (ehem. FB); Allerheiligen bei Wildon, Empersdorf, Heiligenkreuz am Waasen, Ragnitz, Sankt Georgen an der Stiefing und Sankt Ulrich am Waasen (LB)                                                                                                 | Juni 2009 |
|   | 043 | Mittleres Kainachtal                              | Steir. Zentralraum           | VO     | Krottendorf-Gaisfeld, Ligist, Mooskirchen, Söding-Sankt Johann, Stallhofen                                                                    | Krottendorf-Gaisfeld, Ligist, Mooskirchen, Sankt Johann-Köppling, Söding, Stallhofen | 21. Nov. 2011 (seit Apr. 2008 AGENDA 21 Kleinregion) |
| – | 044 | Scheifling                                        | Oberstmk. West               | MU     | Niederwölz, Scheifling, Teufenbach-Katsch | Frojach-Katsch, Niederwölz, Sankt Lorenzen bei Scheifling, Scheifling, Teufenbach (anfangs ohne Teufenbach) | 12. Apr. 2012 Aufgelöst mit 7. Dezember 2019. |
|   | 046 | Sulmtal–Sausal                                    | Südweststmk.                 | LB     | Gleinstätten, Großklein, Heimschuh, Kitzeck im Sausal, Sankt Andrä-Höch                                                                       | Gleinstätten, Großklein, Heimschuh, Kitzeck im Sausal, Pistorf, Sankt Andrä-Höch | 29. Okt. 2009 |
| – | 047 | Fehring                                           | Südoststmk.                  | SO     | Fehring, Unterlamm | Fehring, Hatzendorf, Hohenbrugg-Weinberg, Johnsdorf-Brunn, Pertlstein, Unterlamm (alle ehem. FB) | 2. Juni 2009 Aufgelöst mit 20. Februar 2021. |
|   | 049 | St. Magdalena                                     | Oststmk.                     | HF     | Bad Waltersdorf, Buch-St. Magdalena, Rohr bei Hartberg                                                                                        | Bad Waltersdorf, Buch-Geiseldorf*, Großhart, Rohr bei Hartberg, St. Magdalena am Lemberg*, Sebersdorf (alle ehem. HB) * fusionierten 2013 zur Gem. Buch-St. Magdalena | – |
| – | 051 | Hartberg                                          | Oststmk.                     | HF     | Greinbach, Hartberg, Hartberg Umgebung, Sankt Johann in der Haide                                                                             | Greinbach, Hartberg, Hartberg Umgebung, Sankt Johann in der Haide (alle ehem. HB) | Sep. 2009 Aufgelöst mit 23. Juni 2018. |
|   | 052 | Oberes Kainachtal                                 | Steir. Zentralraum           | VO     | Kainach bei Voitsberg | Gallmannsegg, Kainach bei Voitsberg, Kohlschwarz, Piberegg | 30. Nov. 2011 |
| – | 053 | Kernraumallianz Voitsberg                         | Steir. Zentralraum           | VO     | Bärnbach, Köflach, Maria Lankowitz, Rosental an der Kainach, Voitsberg                                                                        | Bärnbach, Köflach, Maria Lankowitz, Rosental an der Kainach, Voitsberg | 4. Juli 2011 Aufgelöst mit 9. Oktober 2021. |
|   | 055 | Stainz (Schilcherland)                            | Südweststmk.                 | DL     | Stainz | Georgsberg, Marhof, Rassach, Stainz, Stainztal, Stallhof | 23. Juni 2010 |
| – | 057 | GU 8                                              | Steir. Zentralraum           | GU     | Feldkirchen bei Graz, Kalsdorf bei Graz, Premstätten, Seiersberg-Pirka, Werndorf, Wundschuh                                                   | Feldkirchen bei Graz, Kalsdorf bei Graz, Pirka, Seiersberg, Unterpremstätten, Werndorf, Wundschuh, Zettling | 22. Juni 2010 (als Verkehrs- und Wirtschaftsgemeinschaft Grazerfeld – GU8) Aufgelöst mit 20. November 2021.                                                                    |
|   | 059 | Anger (Anger–Puch)                                | Oststmk.                     | WZ     | Anger, Floing, Puch bei Weiz | Anger, Baierdorf bei Anger, Feistritz bei Anger, Floing, Naintsch, Puch bei Weiz | – (gegr. 19. Oktober 2007 als KR Anger–Puch) |
|   | 060 | Saßtal                                            | Südoststmk.                  | SO     | Jagerberg, Mettersdorf am Saßbach, Sankt Stefan im Rosental                                                                                   | Jagerberg und Sankt Stefan im Rosental (ehem. FB); Mettersdorf am Saßbach (ehem. RA) | Juni 2009 (als Verkehrs- und Wirtschaftsgemeinschaft Grazerfeld – Saßtal) |
|   | 061 | JEGG                                              | Steir. Zentralraum           | GU     | Gratkorn, Gratwein-Straßengel | Eisbach, Gratkorn, Gratwein, Judendorf-Straßengel | 11. Mai 2010 |
|   | 062 | Hitzendorf                                        | Steir. Zentralraum           | GU     | Hitzendorf, Sankt Bartholomä, Sankt Oswald bei Plankenwarth, Thal                                                                             | Attendorf, Hitzendorf, Rohrbach-Steinberg, Sankt Bartholomä, Sankt Oswald bei Plankenwarth, Thal | – |
| – | 063 | Kernraum Leibnitz                                 | Südweststmk.                 | LB     | Gralla, Leibnitz, Sankt Nikolai im Sausal, Tillmitsch, Wagna                                                                                  | Gralla, Kaindorf an der Sulm, Leibnitz, Sankt Nikolai im Sausal, Seggauberg, Tillmitsch, Wagna | 2. Dez. 2009 Aufgelöst mit 4. Juli 2020. |
| – | 064 | Unteres Kainachtal                                | Südweststmk.                 | DL, GU | Lannach und St. Josef/Wstmk. (DL); Dobl-Zwaring, Haselsdorf-Tobelbad und Lieboch (GU)                                                         | Lannach und Sankt Josef (Weststeiermark) (DL); Dobl, Haselsdorf-Tobelbad, Lieboch und Zwaring-Pöls (GU) | 30. Nov. 2011 Aufgelöst mit 20. Februar 2021. |
|   | 065 | Kulmland (Kulmland-Region)                        | Oststmk.                     | HF, WZ | Feistritztal (HF); Gersdorf an der Feistritz, Ilztal und Pischelsdorf am Kulm (WZ)                                                            | Gersdorf an der Feistritz, Hirnsdorf, Ilztal, Kulm bei Weiz, Oberrettenbach, Pischelsdorf in der Steiermark, Preßguts und Reichendorf (alle WZ) | – (2006/2007 AGENDA 21 Kleinregion) |
|   | 068 | Gesunde Region Vorau                              | Oststmk.                     | HF     | Vorau | Puchegg, Riegersberg, Schachen bei Vorau, Vorau, Vornholz (alle ehem. HB) | 5. Nov. 2010 |
| – | 069 | Gleisdorf                                         | Oststmk.                     | WZ     | Albersdorf-Prebuch, Gleisdorf, Hofstätten an der Raab, Ludersdorf-Wilfersdorf                                                                 | Albersdorf-Prebuch, Gleisdorf, Hofstätten an der Raab, Labuch, Laßnitzthal, Ludersdorf-Wilfersdorf, Nitscha, Ungerdorf | 13. Mai 2009 (gleichzeitig AGENDA 21 Kleinregion) (geplant Okt. 2007) Aufgelöst mit 28. November 2020.                                                                         |
|   | 070 | Hengist                                           | Südweststmk.                 | LB     | Hengsberg, Lang, Lebring-Sankt Margarethen, Wildon                                                                                            | Hengsberg, Lang, Lebring-Sankt Margarethen, Stocking, Weitendorf, Wildon | 9. Dez. 2009 |
|   | 071 | Feldbach                                          | Südoststmk.                  | SO     | Feldbach, Paldau | Gniebing-Weißenbach, Feldbach, Leitersdorf im Raabtal, Mühldorf bei Feldbach, Paldau, Raabau (alle ehem. FB) | – (2009) |
|   | 072 | Ökoregion Kaindorf                                | Oststmk.                     | HF     | Ebersdorf, Hartl, Kaindorf | Ebersdorf, Dienersdorf, Hartl, Hofkirchen bei Hartberg, Kaindorf, Tiefenbach bei Kaindorf (alle ehem. HB) | 6. Juli 2009 (Apr. 2007 als AGENDA 21 Kleinregion Kaindorf und Umlandgemeinden)                                                                                                |
|   | 073 | Schöcklland Süd                                   | Steir. Zentralraum           | GU     | Eggersdorf bei Graz, Kainbach bei Graz | Brodingberg, Eggersdorf bei Graz, Hart-Purgstall, Höf-Präbach, Kainbach bei Graz | – (2009) |
| – | 075 | Kirchberg                                         | Südoststmk.                  | SO     | Eichkögl, Kirchberg an der Raab | Eichkögl, Fladnitz im Raabtal, Kirchberg an der Raab, Oberdorf am Hochegg, Oberstorcha, Studenzen (alle ehem. FB) | 3. Nov. 2009 Aufgelöst mit 2. Dezember 2017. |
|   | 076 | Naturgarten Formbacherland                        | Oststmk.                     | HF     | Grafendorf bei Hartberg | Eichberg, Grafendorf bei Hartberg, Stambach (alle ehem. HB) | 7. Okt. 2009 (vorher AGENDA 21 Kleinregion) |
| – | 077 | Kapfenstein–St. Anna am Aigen–Frutten-Gießelsdorf | Südoststmk.                  | SO     | Kapfenstein, Sankt Anna am Aigen | Kapfenstein, Frutten-Gießelsdorf, Sankt Anna am Aigen (alle ehem. FB) | 23. Nov. 2009 Aufgelöst mit 24. März 2018. |
| – | 078 | GU-SÜD                                            | Steir. Zentralraum           | GU     | Fernitz-Mellach, Gössendorf, Hart bei Graz, Hausmannstätten, Raaba-Grambach                                                                   | Fernitz, Gössendorf, Grambach, Hart bei Graz, Hausmannstätten, Mellach, Raaba | 25. Nov. 2009 Aufgelöst mit 30. Dezember 2017. |
|   | 079 | Kirchbach–Labilltal                               | Südoststmk.                  | SO     | Kirchbach-Zerlach | Frannach, Kirchbach in Steiermark, Mitterlabill, Zerlach (alle ehem. FB) | 21. März 2011 |
|   | 080 | Herzland–Herberstein–Stubenbergsee                | Oststmk.                     | HF     | Feistritztal, Stubenberg | Blaindorf, Kaibing, Sankt Johann bei Herberstein, Siegersdorf bei Herberstein, Stubenberg (alle ehem. HB) | – (gegr. 2009) |
|   | 081 | Schwarzautal                                      | Südweststmk.                 | LB     | Schwarzautal | Glojach und Schwarzau i.Schw. (ehem. FB); Breitenfeld am Tannenriegel, Hainsdorf im Schwarzautal, Sankt Nikolai ob Draßling und Wolfsberg im Schwarzautal (LB) | – (gegr. 16. Aug. 2008) |
|   | 082 | Ottersbachtal                                     | Südoststmk.                  | SO     | Sankt Peter am Ottersbach | Bierbaum am Auersbach, Dietersdorf am Gnasbach, Sankt Peter am Ottersbach, Trössing | 15. Dez. 2009 |
|   | 084 | Reinischkogel                                     | Südweststmk.                 | DL     | Sankt Stefan ob Stainz | Greisdorf, Gundersdorf, Sankt Stefan ob Stainz | 13. Sep. 2010 |
|   | 085 | Wohlfühlregion                                    | Oststmk.                     | HF     | Burgau, Neudau | Burgau (ehem. FF); Limbach bei Neudau, Neudau und Wörth an der Lafnitz (ehem. HB) | 26. Feb. 2010 |
| – | 086 | Bad Gleichenberg                                  | Südoststmk.                  | SO     | Bad Gleichenberg, Feldbach | Bad Gleichenberg, Bairisch Kölldorf, Gossendorf, Merkendorf, Trautmannsdorf i.O. (alle ehem. FB) | 23. Okt. 2009 Aufgelöst mit 18. Juli 2015. |
| – | 088 | Kernregion Lafnitztal                             | Oststmk.                     | HF     | Lafnitz, Rohrbach an der Lafnitz | Lafnitz, Rohrbach an der Lafnitz, Schlag bei Thalberg (alle ehem. HB) | 26. Nov. 2009 Aufgelöst mit 13. Juli 2019. |
| – | 089 | Murtal                                            | Oberstmk. Ost                | LN     | Leoben, Niklasdorf, Proleb, Sankt Michael in Obersteiermark, Sankt Stefan ob Leoben                                                           | Leoben, Niklasdorf, Proleb, Sankt Michael in Obersteiermark, Sankt Stefan ob Leoben | 18. Nov. 2009 (Nov. 1998 mit Kraubath, St. Michael und St. Stefan als Gemeindeverband „ISGS Region Gleinalm Nord“) Aufgelöst mit 21. November 2020.                            |
|   | 091 | (Name offen)                                      | Steir. Zentralraum           | GU, VO | Stiwoll (GU), Geistthal-Södingberg (VO) | Gschnaidt und Stiwoll (GU); Geistthal und Södingberg (VO) | ? |
|   | 092 | (Kernraum) Bad Gams–Deutschlandsberg–Frauental    | Südweststmk.                 | DL     | Deutschlandsberg, Frauental an der Laßnitz | Bad Gams, Deutschlandsberg, Frauental an der Laßnitz, Freiland bei Deutschlandsberg, Kloster, Osterwitz | 9. Dez. 2010 Bei der Gemeinderatssitzung von Deutschlandsberg am 13. Dezember 2023, Punkt 16, als „nicht mehr aktiv“ bezeichnet.                                               |
|   | 093 | Irdning/Enns–Grimming-Land                        | Liezen                       | LI     | Aigen im Ennstal, Irdning-Donnersbachtal, Lassing, Stainach-Pürgg, Wörschach                                                                  | Aigen im Ennstal, Donnersbach, Donnersbachwald, Irdning, Lassing, Pürgg-Trautenfels, Stainach, Weißenbach bei Liezen, Wörschach | – (gegr. 2009, vorher AGENDA 21 Kleinregion) |
|   | 095 | Straden                                           | Südoststmk.                  | SO     | Straden | Krusdorf und Stainz bei Straden (ehem. FB); Hof bei Straden und Straden (ehem. RA) | Apr. 2009 |
|   | 096 | Gnas                                              | Südoststmk.                  | SO     | Gnas | Aug-Radisch, Baumgarten bei Gnas, Gnas, Grabersdorf, Kohlberg, Maierdorf, Perlsdorf, Poppendorf, Raning, Unterauersbach (alle ehem. FB); anfangs mit Krusdorf (ehem. FB) geplant | 27. Sep. 2010 |
| – | 098 | Reitingblick (TV Herzbergland)                    | Oberstmk. Ost                | LN     | Sankt Peter-Freienstein, Traboch, Trofaiach                                                                                                   | Gai und Hafning bei Trofaiach (2013 fusioniert mit Trofaiach), Sankt Peter-Freienstein, Traboch und Trofaiach | Juni 2009 (als KR Hafning b.T., Sankt Peter-Freienstein, Traboch und Trofaiach; mit Gai und neuem Namen ab 15. Juni 2011) Aufgelöst mit 31. Dezember 2016.                     |
| – | 100 | Fürstenfeld                                       | Oststmk.                     | HF     | Bad Blumau, Bad Loipersdorf, Fürstenfeld, Großsteinbach, Großwilfersdorf, Ilz, Ottendorf an der Rittschein, Söchau                            | Altenmarkt bei Fürstenfeld, Bad Blumau, Fürstenfeld, Großsteinbach, Großwilfersdorf, Hainersdorf, Ilz, Loipersdorf bei Fürstenfeld, Nestelbach im Ilztal, Ottendorf an der Rittschein, Söchau, Stein, Übersbach; gesamter ehem. Bez. Fürstenfeld ohne Burgau (= in KR 085 Wohlfühlregion) | Mai 2012 Aufgelöst mit 30. Dezember 2017. |
|   | 102 | Innovatives Laßnitztal                            | Südweststmk.                 | DL     | Groß Sankt Florian, Preding, Wettmannstätten                                                                                                  | Groß Sankt Florian, Preding, Unterbergla, Wettmannstätten | 14. Dez. 2009 |
| – | 103 | Schemerl                                          | Steir. Zentralraum           | GU     | Laßnitzhöhe, Nestelbach bei Graz, Sankt Marein bei Graz                                                                                       | Petersdorf II (ehem. FB); Edelsgrub, Krumegg, Langegg bei Graz, Laßnitzhöhe, Nestelbach bei Graz und Sankt Marein bei Graz (GU) | 5. Sep. 2011 (konst., gegr. schon Juni 2008) Aufgelöst mit 1. Juni 2019. |
|   | 104 | Kumberg                                           | Steir. Zentralraum           | GU     | Kumberg, Sankt Radegund bei Graz, Weinitzen                                                                                                   | Kumberg, Sankt Radegund bei Graz, Weinitzen | – |
|   | 105 | Radkersburg                                       | Südoststmk.                  | SO     | Bad Radkersburg, Halbenrain, Klöch, Tieschen                                                                                                  | Bad Radkersburg, Halbenrain, Klöch, Radkersburg Umgebung, Tieschen (alle ehem. RA) | 15. Juni 2011 |
|   | 107 | Südsteirische Weinstraße                          | Südweststmk.                 | LB     | Ehrenhausen an der Weinstraße, Gamlitz | Berghausen, Ehrenhausen, Gamlitz, Ratsch an der Weinstraße, Retznei, Spielfeld, Sulztal an der Weinstraße | 26. Juli 2009 |
|   | 108 | Aktive Alternativregion Südsteiermark             | Südweststmk.                 | LB     | Gabersdorf, Sankt Veit in der Südsteiermark, Straß in Steiermark                                                                              | Gabersdorf, Obervogau, Sankt Veit am Vogau, Straß in Steiermark, Vogau | 18. Jan. 2010 |
| – | 109 | Weiz                                              | Oststmk.                     | WZ     | Gutenberg-Stenzengreith, Mitterdorf an der Raab, Mortantsch, Naas, Sankt Ruprecht an der Raab, Thannhausen, Weiz                              | Etzersdorf-Rollsdorf, Gutenberg an der Raabklamm, Krottendorf, Mitterdorf an der Raab, Mortantsch, Naas, Sankt Ruprecht an der Raab, Thannhausen, Unterfladnitz, Weiz | 25. Apr. 2012 (geplant Okt. 2007) Aufgelöst mit 24. Dezember 2016. |
| – | 110 | Innovationsraum unteres Mürztal                   | Oberstmk. Ost                | BM     | Kapfenberg, Sankt Lorenzen im Mürztal, Sankt Marein im Mürztal                                                                                | Frauenberg, Kapfenberg, Parschlug, Sankt Lorenzen im Mürztal, Sankt Marein im Mürztal (alle ehem. BM) | 29. Juni 2011 Aufgelöst mit 3. Dezember 2016. |

1. 1 2  erste Gemeindefusion der Gemeindestrukturreform per 1. Jänner 2013.
2. ↑  2009 auch 1. Kleinregionales Entwicklungskonzept (KEK) des Programms